# Congregación de la Cruz

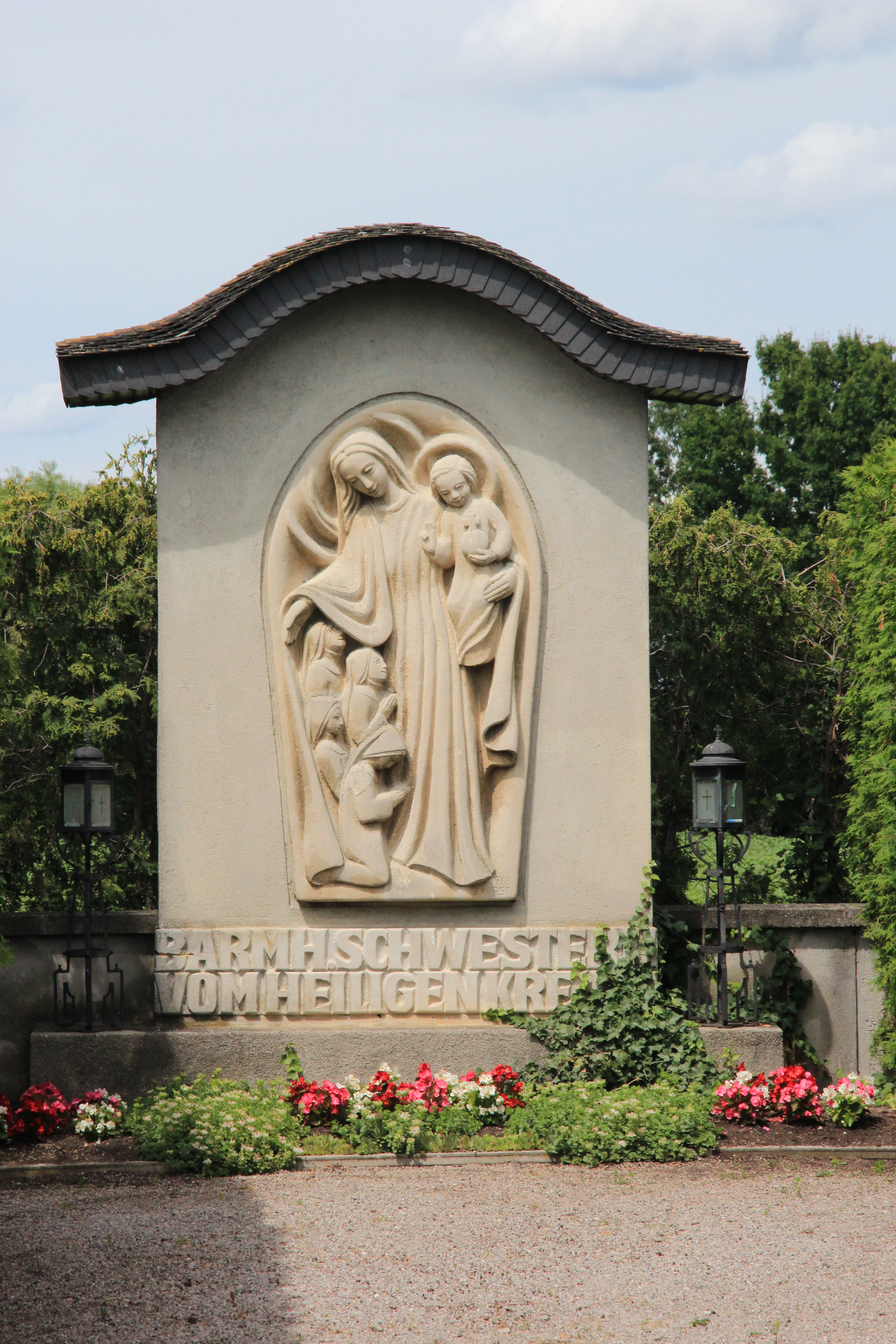
Tumba en el cementerio Laxenburger.

La Congregación de la Cruz, en idioma alemán Schwestern vom Heiligen Kreuz von Menzingen, también conocida popularmente como Hermanas de la Santa Cruz, es un instituto religioso femenino de Derecho Pontificio dedicado a la enseñanza con sede en la ciudad de Lucerna.

## Historia
Fundada el  16 de octubre de  1844 por el religioso suizo Teodosio Florentini (1806-1865), de la Orden de los Hermanos Menores Capuchinos, en localidad de Altorf (literalmente en alsaciano, Pueblo Viejo), región de Alsacia.
El 17 de octubre  de 1844 se establece la primera comunidad estable en la comuna suiza de Menzingen en el cantón de Zug, en donde el 3 de noviembre inauguran una escuela privada.
A 31 de diciembre de 2005 esta congregación contaba con 2132 religiosas establecidas en 244 casas.